# 裕毛屋凱福登超市
裕毛屋凱福登超市（YUMAOWU CAPTIAN）是台灣臺中市一家生鮮超市，成立於1988年，以販賣自製生鮮商品及日本商品為主要特色，主攻高檔超市市場，目前僅於台中市西區設有一間分店。

## 簡介
裕毛屋凱福登超市最初名為裕毛屋生鮮超市，由裕源紡織董事長謝式銘與日本稻毛屋，於1988年元月合資成立「裕毛屋企業股份有限公司」；發展高峰期，裕毛屋曾在臺北、中彰地區設有12間分店，亦曾進駐百貨（大葉高島屋百貨）開設門市。2003年日本稻毛屋因被併購，而決定撤資臺灣、釋出裕毛屋的股權，後由裕毛屋董事長謝明達全數買下，而使裕毛屋成為台灣本土超市；當時亦引進日本7-ELEVEN連鎖超市經營技術。
由於店面土地租約到期及體質調整等因素，至2006年僅剩6間分店（該年總營收為12億元），其中3家分店（崇德店、公益店、彰化店）於同年更名為凱福登生鮮超市（CAPTIAN），擴大引進日本商品，但因裕毛屋品牌的知名度較高，故後來又將名稱改為裕毛屋凱福登超市（YUMAOWU CAPTIAN）。2008年曾於台中市勤美誠品綠園道開設小型的「EXPRESS CAPTIAN」超市，2014~2015年短暫期間亦曾於金門縣的昇恆昌金湖廣場開設期間限定分店。

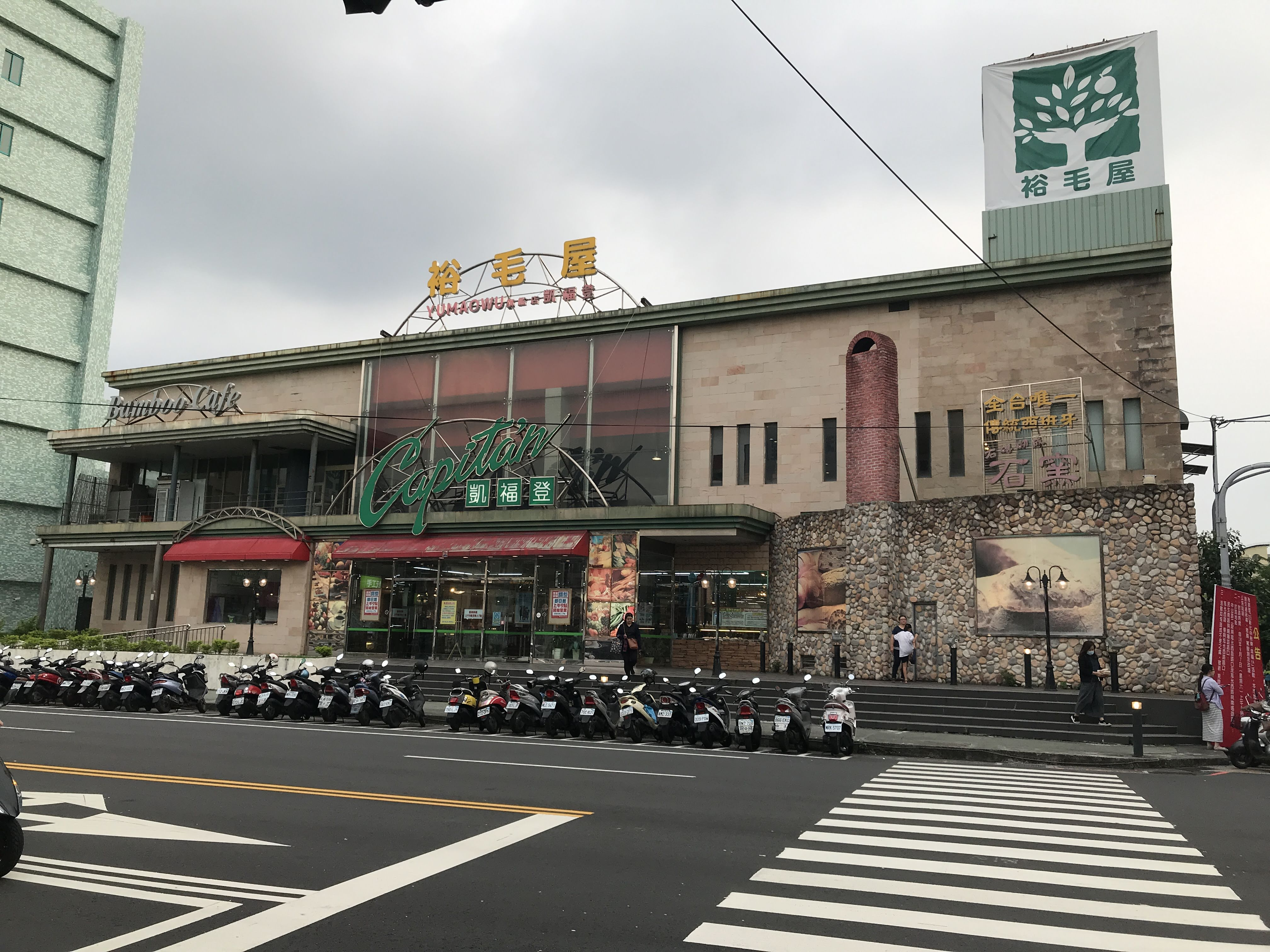
已結束營業的裕毛屋凱福登超市彰化店

2019年9月20日，彰化曉陽店因土地開發重建之故結束營業。 2020年4月6日，因COVID-19疫情嚴重之故，裕毛屋凱福登超市公益店及崇德店暫停營業；2020年6月20日，裕毛屋凱福登超市台中公益店重新開業。2020年8月，原崇德店土地售出給冠德建設，裕毛屋凱福登超市的據點僅剩公益店。

## 新聞事件
- 2010年，裕毛屋超市經理因言論侮辱兩名員工人格，裕毛屋判付兩人薪資及資遣費新台幣248萬元定讞[2]。
- 2015年，裕毛屋位於彰化縣的倉庫被查到有14項日本核災食品，彰化縣衛生局要求預防性下架[10]。
- 2016年12月，食藥署邊境再查，裕毛屋又見6件納豆醬包及2件拉麵湯包來自日本核災區[11][12]。
- 2017年，裕毛屋靜岡綠茶包，農藥超標5倍，被攔下銷毀[13]。

## 外部連結
- 裕毛屋生鮮超市 - 樂天市場（页面存档备份，存于）